# Zacharovce
Zacharovce é um município da Eslováquia, situado no distrito de Rimavská Sobota, na região de Banská Bystrica. Tem 6,81 km² de área e sua população em 2018 foi estimada em 382 habitantes.

## Demografia
| Ano:        | 1994 | 2004   | 2014   | 2024   |
| ----------- | ---- | ------ | ------ | ------ |
| Broj ljudi: | 371  | 403    | 401    | 382    |
| Razlika:    |      | +8,62% | -0,49% | -4,73% |

| Ano:               | 2023 | 2024   |
| ------------------ | ---- | ------ |
| Número de pessoas: | 386  | 382    |
| Diferença:         |      | -1,03% |